# Batuque
Batuque  (яп. バトゥーキ, Batūki, укр. Батука) — японська серія манґи, написана та проілюстрована Тошіо Сако. Виходила в журналі Weekly Young Jump видавництва Shueisha з липня 2018 року по червень 2020 року, та згодом була перенесена на веб-сайт Tonari no Young Jump та застосунок Young Jump, де виходила з липня 2020 року по лютий 2024 року. Розділи були зібрані у 18 томів танкобонів.

## Сюжет
Ічірі Санджо — старшокласниця-скейтбордистка, яка бореться з обмеженнями, що накладають на неї батьки. Одного дня вона зустрічає чоловіка в парку і потрапляє в розбійний напад на магазин. Чоловік, який виглядає бездомним, є бразильцем, що практикує капоейру. Ічірі та її друзі починають вчитися капоейрі у нього, та Ічірі швидко стає в цьому вправною, насолоджуючись не лише боєм, а й ідеєю свободи, яку це уособлює. Однак під поверхнею відбувається більше, ніж вона розуміє, адже Ічірі починає розкривати секрети зі свого минулого, усвідомлюючи, що її родина приховувала важливу правду про своє походження.

## Персонажі
Ічірі Санджо (яп. 三條 一里, Sanjō Ichiri)
Головна героїня манґи, більш відома за прізвиськом Іччі (яп. いっち, Itchi). Навчається в старшій школі Хаятомо. Після зустрічі з таємничим старим чоловіком і навчання капоейрі у нього, вона стає все більш майстерною капоейристкою, опиняючись у центрі майбутньої Війни Спадщини від B.J.. Вона є дочкою Ісао Санджо, босса бразильської мафіозної групи Lança Mortal. Її апелідо (прізвисько серед капоейристів) — Алегрія (Радість).
Аруна (яп. アルナ, Aruna)
Прийомна мати Ічірі. Вона була обрана Бернардо Джокером (B.J.) разом з Педро, щоб усиновити Ічірі Санджо. Однак вони з Педро втекли з Ічірі, рятуючись від B.J. та Lança Mortal. Навіть дізнавшись, що вони не є її біологічними родичами, Ічірі все одно ставиться до них як до своєї сім'ї і готова наражати себе на небезпеку, щоб захистити їх.
Педро (яп. ペドゥロ, Peduro)
Прийомний батько Ічірі, строгий і суворий, але з великою любов'ю ставиться до Ічірі. Він визнав, що відрізання пальців Ічірі було б актом чистої жорстокості, незважаючи на те, що був членом злочинної організації. Він втік разом з Аруною та Ічірі, тікаючи від їхнього старого друга та організації, і полетів до Японії.
Ісао Санджо (яп. 三條 勲, Sanjō Isao)
Босс Lança Mortal та біологічний батько Агурі, Ічірі та Легби. Його широко вважають живим перевтіленням легендарного Бізору Манганги. Він вважається одним із найпотужніших кримінальних лідерів у Бразилії, як у плані територіальної влади, так і бойових здібностей. На здивування всіх у Lança Mortal, Ісао оголосив про свою майбутню відставку та заявив, що лише найсильніші з його дітей успадкують його майно, активи та спадщину, таким чином розпочавши Війну Спадщини.
Бернардо Джокер (яп. ベルナルド・ジョーカー, Berunarudo Jōkā) / B.J.
Член Lança Mortal і головний антагоніст історії. Сповнений ненависті до свого боса, який обрізав йому ліву ногу, B.J. вирішив захопити Ічірі і навчити її, щоб вона стала достатньо сильною, щоб брати участь у Війні Спадщини, організованій її біологічним батьком. Це бажання виникло через прагнення B.J. до грошей, адже саме вони були єдиним джерелом втіхи для нього після того, як його союзники і організація зрадили та знищили його. Ічірі має антагоністичні стосунки з B.J., виконуючи його вимоги, щоб забезпечити безпеку своїх прийомних батьків.
Агурі (яп. アグリ, Aguri)
Член Lança Mortal і старша дитина Ісао Санджо. Вона є зведеною сестрою Ічірі Санджо та Легби, які народжені від інших матерів. Вона повністю зосереджена на вбивстві Ічірі та Легби без жодних вагань. Агурі виражає майже ніякої сестринської прив'язаності до Ічірі, вважаючи її лише неприємністю, що заважає Війні Спадщини.

## Публікація
Batuque, написана та проілюструвана Тошіо Сако, публікувалася в журналі сейнен-манґи Weekly Young Jump видавництва Shueisha з 5 липня 2018 року по 4 червня 2020 року. З 4 липня 2020 року манґу було переміщено до веб-журналу Tonari no Young Jump і застосунку Young Jump, де вона випускалася до завершення 2 лютого 2024 року. Shueisha зібрали її розділи у вісімнадцять томів, випущених з 18 січня 2019 року по 18 березня 2024 року. 

### Список томів
| №  | Дата виходу       | ISBN                    |
| -- | ----------------- | ----------------------- |
| 1  | 18 січня 2019     | ISBN 978-4-08-891144-1  |
| 2  | 18 січня 2019     | ISBN 978-4-08-891191-5  |
| 3  | 19 квітня 2019    | ISBN 978-4-08-891280-6  |
| 4  | 19 липня 2019     | ISBN 978-4-08-891321-6  |
| 5  | 18 жовтня 2019    | ISBN 978-4-08-891396-4  |
| 6  | 17 січня 2020     | ISBN 978-4-08-891460-2  |
| 7  | 17 квітня 2020    | ISBN 978-4-08-891528-9  |
| 8  | 17 липня 2020     | ISBN 978-4- 08-891602-6 |
| 9  | 19 листопада 2020 | ISBN 978-4-08-891668-2  |
| 10 | 19 лютого 2021    | ISBN 978-4-08-891778-8  |
| 11 | 16 липня 2021     | ISBN 978-4-08-891865-5  |
| 12 | 4 лютого 2022     | ISBN 978-4-08-892075-7  |
| 13 | 17 червня 2022    | ISBN 978-4-08-892331-4  |
| 14 | 17 листопада 2022 | ISBN 978-4-08-892496-0  |
| 15 | 18 квітня 2023    | ISBN 978-4-08-892635-3  |
| 16 | 19 липня 2023     | ISBN 978-4-08-892812-8  |
| 17 | 18 січня 2024     | ISBN 978-4-08-893084-8  |
| 18 | 18 березня 2024   | ISBN 978-4-08-893134-0  |